# Березень 2014
Березень 2014 — третій місяць 2014 року, що розпочався у суботу 1 березня та закінчиться у понеділок 31 березня.

## Події
- 1 березня — Рада Федерації РФ підтримала звернення президента Путіна про введення російського війська на територію України
- 22 березня — Парламентські вибори на Мальдівах